# Trubač (rostlina)
Trubač (Bignonia) je rod dřevin z čeledi trubačovité (Bignoniaceae). Jsou to úponkaté liány a keře s dvojčetnými listy a nápadnými trubkovitými až nálevkovitými květy. Rod zahrnuje 28 druhů a je rozšířen v tropické a subtropické Americe. Některé druhy v teplých krajích pěstovány jako okrasné liány. V České republice je vzácně pěstován severoamerický trubač kozí.

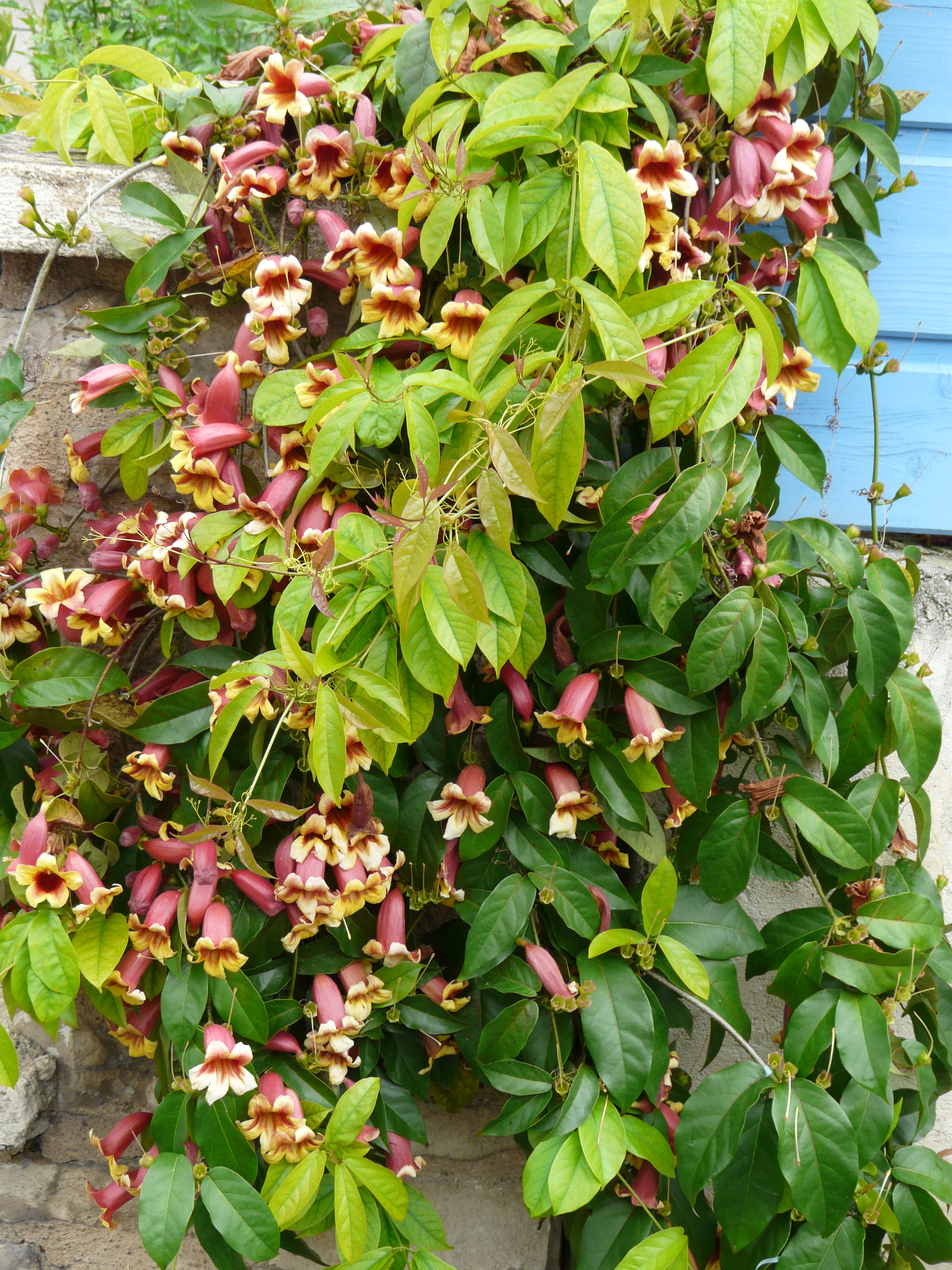
Trubač kozí (Bignonia capreolata)

## Popis
Trubače jsou keře a liány. Větévky jsou oblé nebo hranaté, někdy s roztroušenými lenticelami. Listy jsou složené ze 2 lístků a často s koncovým, trojčetným až mnohočetným úponkem. Lístky jsou tenké až kožovité. Na čepeli listů jsou žlázky, buď v paždí žilek nebo roztroušené na ploše. Květenství jsou vrcholová nebo úžlabní, různých typů (vrcholík, thyrsus, svazeček nebo hrozen). Květy jsou nejčastěji purpurové, řidčeji bílé, žluté nebo červené, pětičetné, dvoustranně souměrné. Kalich je miskovitý až trubkovitý, zakončený 5 krátkými laloky nebo dvoupyský, lysý nebo chlupatý, za plodu opadavý. Koruna je trubkovitá až nálevkovitá, často zploštělá, korunní trubka je přímá, na vnější straně lysá nebo vlnatá. Tyčinky jsou 4, většinou nevyčnívající z květů. Semeník je přisedlý. Tobolky jsou eliptické až podlouhlé, přímé, zploštělé nebo nafouklé, kožovité až dřevnaté, na povrchu hladké, ježaté nebo hrbolkaté. Semena jsou opatřená 2 podlouhlými nebo okrouhlými, neprůhlednými křídly.

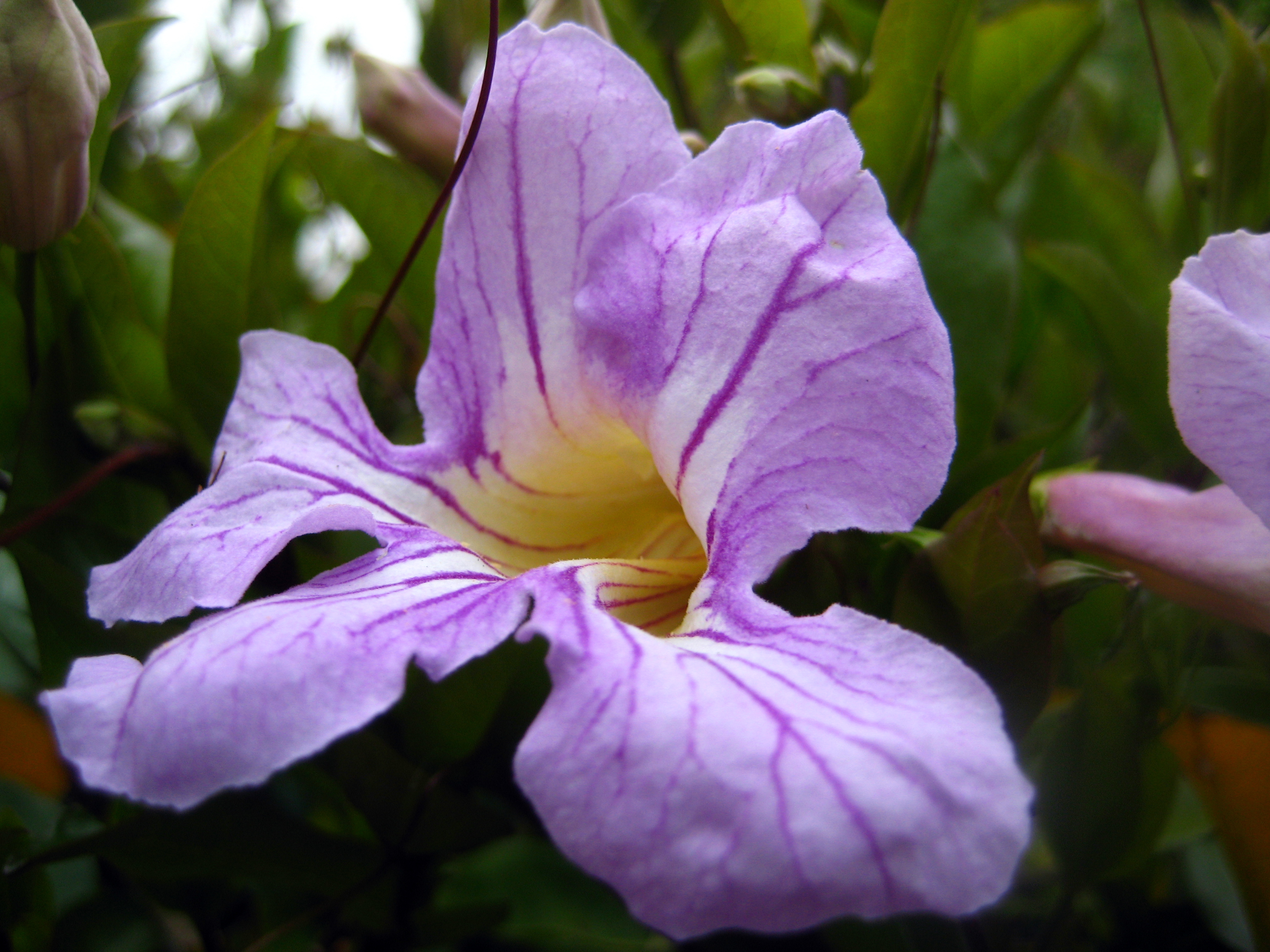
Květ trubače Bignonia callistegioides
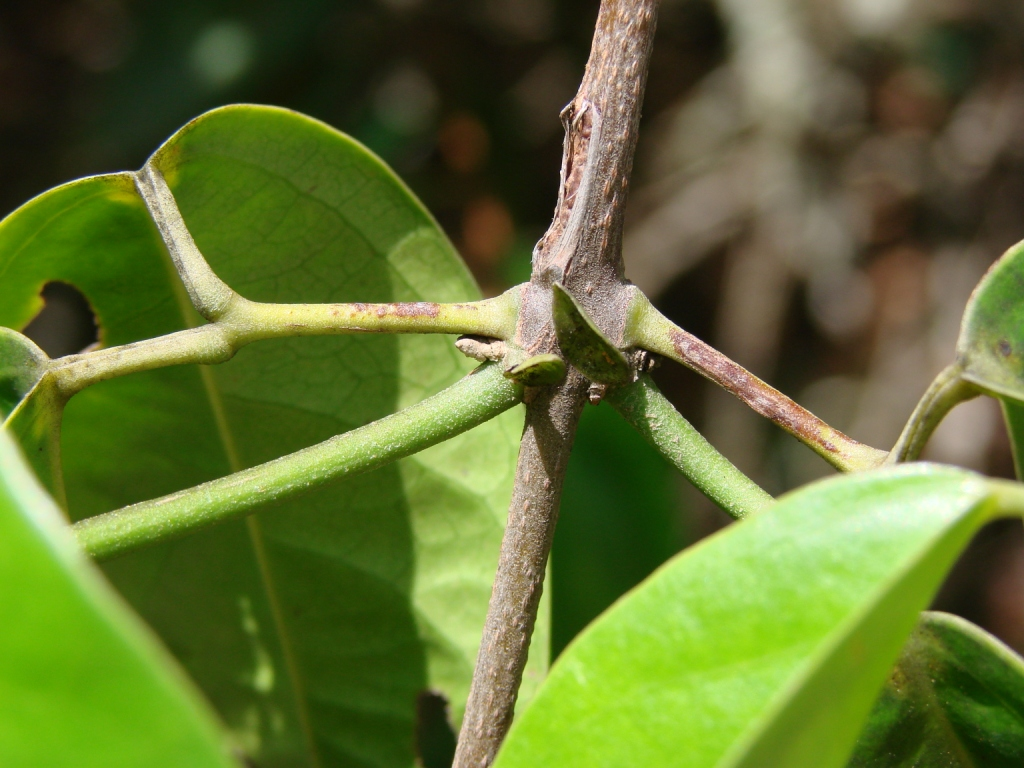
Detail větévky Bignonia corymbosa
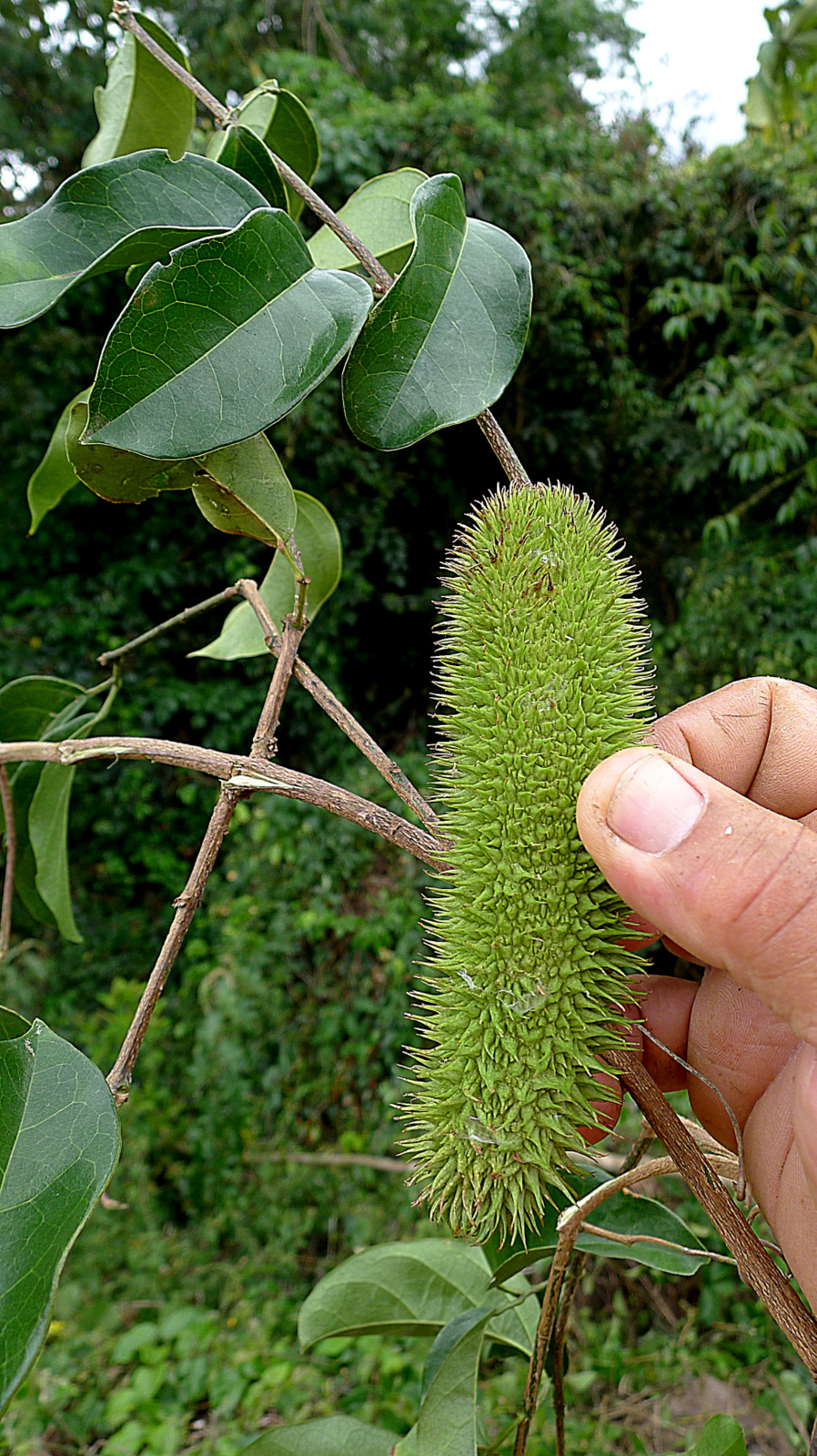
Plod Bignonia sciuripabula

## Rozšíření
Rod trubač zahrnuje 28 druhů. Je rozšířen v Americe od jihovýchodu USA po Argentinu a na Karibských ostrovech. V USA se vyskytuje pouze druh Bignonia capreolata. V Jižní Americe zasahuje nejvíce na jih (do Argentiny) druh B. callistegioides a okrajově i B. sciuripabulum.
Trubače jsou rozšířeny od teplých oblastí mírného pásu po suché nebo vlhké tropy. Nejčastěji rostou v nížinných tropických deštných lesích, v menší míře i v poloopadavých a opadavých lesích, na narušených stanovištích a v keřovité vegetaci typu cerrado a caatinga. Druh Bignonia phellosperma roste jako součást mangrovových porostů.

## Taxonomie
V taxonomické studii tribu Bignonieae, vydané v roce 2014, je rod Bignonia pojat široce a byly do něj vřazeny rody Cydista, Clytostoma, Macranthisiphon, Mussatia, Phryganocydia, Roentgenia, Saritaea.
V rámci čeledi trubačovité je rod Bignonia řazen do tribu Bignonieae. Nejblíže příbuzné rody jsou Amphilophium, Anemopaegma a Mansoa.

## Zástupci

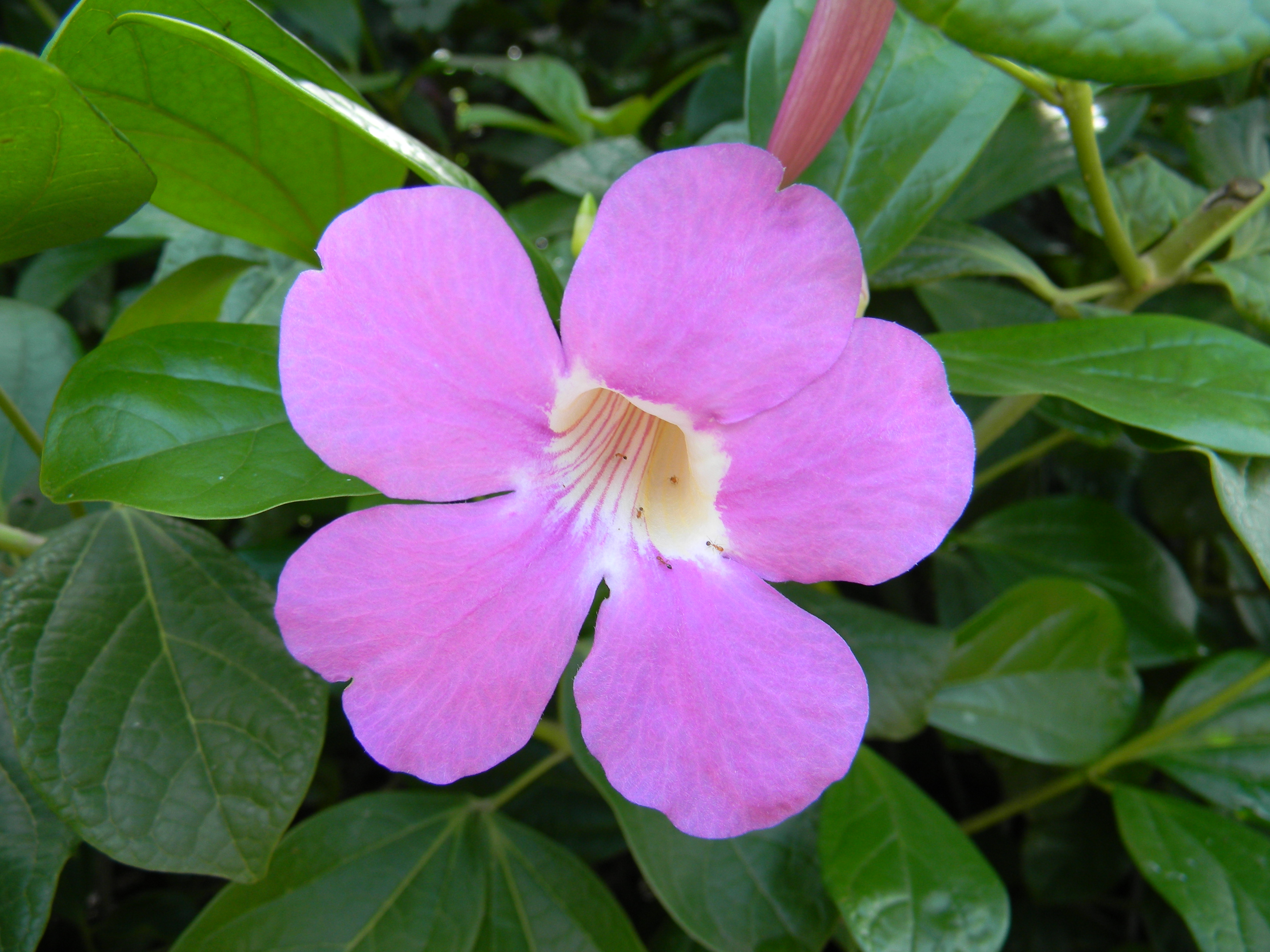
Květ trubače Bignonia magnifica

- trubač kozí (Bignonia capreolata)

## Význam
Severoamerický trubač kozí (Bignonia capreolata) je pěstován v různých kultivarech jako okrasná liána. Květy kultivarů mohou být červené ('Atrosanguinea', 'Dragon Lady'), červené se žlutou korunní trubkou ('Helen Fredel', 'Jekyll', 'Tangerine Beauty') nebo naopak žluté s červenou korunní trubkou ('Lutea'). Při ochraně výhonů před mrazy je možno jej pěstovat i v České republice, vysazuje se však vzácně. Zóna odolnosti je 5 až 9.
Z tropických a subtropických druhů jsou pěstovány zejména Bignonia callistegioides (syn. Clytostoma callistegioides, zóna 9-11), Bignonia aequinoctialis (syn. Cydista aequinoctialis, zóna 10-11) a Bignonia magnifica (syn Saritaea magnifica, zóna 10-11).